# Treasurysystem
Als Treasury-System bezeichnet man eine speziell zugeschnittene Software, mit der die zum Finanzmanagement gehörenden Abteilungen wie Frontoffice, Abwicklung (backoffice) und Middle Office eines Unternehmens oder Finanzinstitutes Finanztransaktionen wie Optionen, Tages- und Termingeldgeschäfte, Forward Rate Agreements, Zinsswaps erfassen, bewerten und abwickeln. Für einige Unternehmen gehört neben der Erfassung der Transaktionen auch die Erfassung des Exposure zu den Anforderungen an ein solches System. 
Während bei Finanzinstituten die Nutzung solcher Systeme selbstverständlich ist, sind Treasury-Systeme seit den 1990er Jahren zunehmend auch bei Unternehmen etabliert worden. Dies ist darauf zurückzuführen, dass zum einen die Komplexität der abgeschlossenen Transaktionen stieg und zum anderen Wirtschaftsprüfer die Forderungen erhoben, dass Unternehmen die von ihnen abgeschlossenen Kontrakte selbständig bewerten können. Die von Unternehmen genutzten Systeme sind generell etwas kleiner und auf die Nutzung durch wenige, speziell geschulte Nutzer zugeschnitten. Zur Bewertung nutzen sie in der Regel Methoden wie das Black-Scholes-Modell. Bewertungsmethoden wie Monte-Carlo-Simulationen sind meist Bankensystemen vorbehalten. 